# Medaglia al merito di Marina
La medaglia al merito di Marina è una decorazione istituita dalla Repubblica italiana nel 1997 per premiare le attività e gli studi volti allo sviluppo ed al progresso della Marina militare italiana, nonché le singole azioni di merito caratterizzate da spiccata perizia da cui sono derivati lustro e decoro alla marineria italiana
Con questa medaglia è stata sostituita la Medaglia di benemerenza marinara istituita nel 1938; le benemerenza conferite fino al 11 novembre 1997 furono convertite in medaglie al merito di Marina ed i premiati autorizzati a fregiarsi delle relative insegne (medaglia e nastrino).
Con il decreto legislativo 15 marzo 2010, n. 66  la normativa istitutiva del 1997 è stata abrogata (art. 2268) e la ricompensa nuovamente istituita (art. 1436) con modifiche minori.

## Criteri di eleggibilità
La medaglia è destinata a ricompensare coloro che hanno svolto attività e studi finalizzati allo sviluppo ed al progresso della Marina militare italiana, ovvero coloro che hanno compiuto singole azioni, caratterizzate da notevole perizia, da cui sono derivati lustro e decoro alla marineria italiana.
Il grado della ricompensa è commisurato all'importanza dei risultati conseguiti ed alle difficoltà superate nel corso dell'attività svolta.
Può essere conferita a cittadini italiani e stranieri, anche alla memoria, nonché a comandi, corpi o enti che, partecipando collettivamente a imprese particolarmente difficili, hanno contribuito ad aumentare il prestigio della Marina militare.

## Concessione
La medaglia al merito di Marina, come le altre ricompense al merito di Forza armata, è concessa dal Ministro della difesa.
Quando è destinata a premiare attività o azioni compiute da personale appartenente alla gente di mare la concessione è effettuata su proposta del Ministro della difesa di concerto con il Ministro delle infrastrutture e dei trasporti.
La normativa del 2010 prevede che il parere sulla concessione delle ricompense al valore o al merito di Forza armata sia espresso dalle commissioni previste dall'articolo 86 del Regolamento.
Se la Commissione non riscontra nell'azione compiuta gli estremi necessari per la concessione, se comunque si tratta di atti di coraggio, può proporre l'invio dei documenti relativi al Ministero dell'interno per l'eventuale concessione di ricompense al valore o al merito civile.

### Precedente normativa
Secondo la normativa del 1997 la medaglia d'oro al merito di Marina era conferita con decreto del Presidente della Repubblica su proposta del Ministro della difesa.
Le medaglie d'argento e di bronzo al merito di Marina erano concesse dal Ministro della difesa sentito, il parere del Consiglio superiore delle Forze armate, sezione Marina.
Se destinate a premiare attività o azioni compiute da personale appartenente alla gente di mare, le medaglie al merito di marina erano concesse su proposta del Ministro della difesa, di concerto con il Ministro dei trasporti e della navigazione.

## Insegne
Le caratteristiche della medaglia e del nastro sono state stabilite con il decreto istitutivo del 1997 e confermate nell'art. 826 del Regolamento.
La medaglia consiste in un disco in oro, argento o bronzo del diametro di 33 millimetri che reca:
sul rectol'emblema araldico della Marina militare di cui all'articolo 1 del decreto legislativo n. 1305 del 1947, con intorno la legenda «al merito di Marina»,
sul versoil nome del premiato, la data e la località dove si è verificato il fatto che ha dato luogo alla concessione, con intorno la dicitura «Marina militare».
La medaglia è sostenuta da un nastro di colore azzurro con due filetti di colore rosso ai lati, entrambi di millimetri 3, distanti tra di loro 14 millimetri, ed è portata sulla sinistra del petto.
In luogo delle medaglie è possibile portare un nastrino con applicata una corona turrita,
d'oro, d'argento o di bronzo a seconda del grado.
All'atto del conferimento delle ricompense è rilasciato dal Ministro della difesa un brevetto indicante il nome del premiato, la motivazione del premio, la data ed il luogo del conferimento.